# 白井市立大山口中学校
白井市立大山口中学校（しろいしりつ おおやまぐちちゅうがっこう）は、千葉県白井市大山口二丁目にある公立中学校。

## 概要
白井市の南西部に位置し、新興住宅地と千葉ニュータウンの2学区より形成されている。主な卒業生はモノマネタレントのホリがいる。学区には白井第三小学校と大山口小学校をもつ。白井第三小学校の生徒は主に自転車通学

## 沿革
- 1979年（昭和54年） -  白井町立大山口中学校として開校、白井中学校より分離[3][2]。
- 1981年（昭和56年） - 南山中学校分離開校[3][2]。
- 1984年（昭和59年） - 白井町立七次台中学校開校に伴い学区変更[3][2]。
- 2001年（平成13年） - 白井町が市制施行により白井市に変更され、それに伴って校名が白井市立大山口中学校となる[3][2]。

## 学区
- 大山口小学校の学区である、大山口1丁目、大山口2丁目、大松1丁目、西白井1丁目、西白井2丁目、根の一部及び富塚の一部の区域[4]。
- 白井第三小学校の学区である、復の一部、根の一部及び冨士の区域[4]。

## 制服
- 男子　
  - 冬服は学生服上下である。
  - 夏服はカッターシャツ、スラックスである。
- 女子　
  - 冬服はセーラー服上下である。上のセーラー服を着なくて長袖カッターシャツ、スカートの状態も存在する。
  - 夏服は半袖カッターシャツ、スカートである。
    - 元々以前から吹奏楽部はスカートのサスペンダーを外して演奏することがあった。上級生のスカートに付いていたサスペンダーは2020年度途中で廃止されていて大半は外したが引き続き着用することも可能である。